# Hadrestia digitata
Hadrestia digitata är en tvåvingeart som först beskrevs av James 1975.  Hadrestia digitata ingår i släktet Hadrestia och familjen vapenflugor. Inga underarter finns listade i Catalogue of Life.